# Nový palác Záložního úvěrního ústavu
Nový palác Záložního úvěrního ústavu (též známý jako záložna nebo budova Galerie moderního umění) je monumentální, převážně secesní, nicméně stylově smíšená budova na Velkém náměstí v Hradci Králové. Objekt byl postaven v letech 1910–12 pro Záložní úvěrní ústav, pak v něm sídlila Česká průmyslová a hospodářská banka, v období socialismu ZZN, ČSAD, Sdružení podniků bavlnářského průmyslu a Muzeum dělnického hnutí. V roce 1990 se do budovy nastěhovala Galerie moderního umění.

## Historie
Budova stojí na místě bývalých Caivasových domů – původně gotických, poté mnohokrát přestavovaných domů. Ty zakoupil v roce 1910 Záložní úvěrní ústav poté, co jeho starý palác v Klicperově ulici přestal kapacitně stačit jeho potřebám. Investor pověřil bouráním Caivasových domů stavební firmu Josefa Novotného a na architektonickou podobu svého nového paláce vypsal soutěž, pro niž oslovil významné tvůrce: již zmíněného stavitele Josefa Novotného, architekty Osvalda Polívku a Oldřicha Lisku a později také architekta Jana Kotěru. Zvítězil nakonec návrh Osvalda Polívky, ten ovšem vzbuzoval zejména kvůli své výšce značnou nevoli, a to nejen u majitelů sousedních domů, ale také u odborné veřejnosti: kritizoval jej jak Jan Kotěra, tak hradecký intelektuál Otakar Klumpar nebo restaurátor Emanuel Pippich. Návrh byl kritizován také hradeckou pobočkou Klubu za starou Prahu, podobně jako sousední modernistický Špalkův obchodní dům. Spisovatel Rudolf Medek budovu označil za „nejohavnější hradeckou stavbu“.
Stavební povolení bylo vystaveno 10. listopadu 1910 a stavbou byla pověřena stavební firma Václav Nekvasil, kterou tou dobou již vedl syn Otakar Nekvasil. Stavba byla dokončena v roce 1912 – úředníci Záložního úvěrního ústavu se nastěhovali 30. září a úřadovat začali 1. října. V roce 1923 se stala majitelem domu Česká průmyslová banka, které nechala v roce 1944 přestavět 3. poschodí. Po roce 1948 byly v objektu umístěny kanceláře ČSAD a Zemědělského zásobování a nákupu (to je prvně zmiňováno až v roce 1961). Od roku 1957 využíval 3. patro okresní a městský archiv. V letech 1964–67 proběhla generální rekonstrukce celé stavby, od roku 1981 je pak budova chráněnou kulturní památkou. V letech 1986–88 byla budova rekonstruována pro Muzeum revolučních tradic (Muzeum dělnického hnutí), tato rekonstrukce však byla spjata s mnoha necitlivými zásahy jak v exteriéru, tak v interiéru budovy. Po nastěhování Galerie moderního umění v lednu 1990 byl objekt znovu rekonstruován a upravován pro aktuální potřeby galerie: v letech 2011–12 byly instalováno nové rozvody vody a kanalizace a v letech 2014–16 proběhla kompletní rekonstrukce celé stavby, jejímž cílem bylo mimo jiné odstranit necitlivé zásahy z 80. let a citlivě zrekonstruovat interiérové umělecko-řemeslné prvky (nábytek, kování, osvětlení, restaurování cenných vytlačovaných papírových tapet). Rekonstruovaná a modernizovaná budova získala v roce 2017 ocenění Stavba roku.
V rámci festivalu Den architektury nabízí budova galerie veřejnosti komentované prohlídky s odborným průvodcem.

## Architektura
Budova je třípatrová, se zvýšením přízemím a věžovitým nárožím. Zdobných prvků na průčelí není mnoho: sochy, kovaná zábradlí a pásy vejcovce s maskarony. Stylově se tak fasáda blíží spíš moderně než secesi. Přízemí a první patro je zdobeno pásovou rustikou, při levé straně hlavního průčelí je v patře arkýř na krakorcích. Výrazným prvkem průčelí jsou dvě bronzové sochy od Ladislava Šalouna, které byly zhotoveny už v roce 1908 a do Hradce Králové dopraveny v roce 1912. Po levé straně vedle vstupu stojí socha muže oblečeného ve staroslovanském oděvu – ta představuje kontabilitu, tedy účetnictví (obvykle označována jako Obchod). Naproti stojí ženská postava ověnčená ovocem, ta představuje plodnost (označována jako Úroda). Věž je pak zdobená sochami atlantů od Františka Fabiánka: dva atlanti se psy představují ostražitost, třetí s úlem pak spořivost. Geometricky tvarované výkladce v přízemí průčelí mají až funkcionalistický charakter. Výměna kovových výkladních skříní z 80. let za repliky původních dřevěných výkladců byla jednou z klíčových součástí poslední rekonstrukce exteriéru. Vstupní hala budovy je zdobena vitrážemi, které pravděpodobně navrhoval sám Osvald Polívka. Původní osvětlovací tělesa vyrobila firma Franty Anýže.

## Galerie

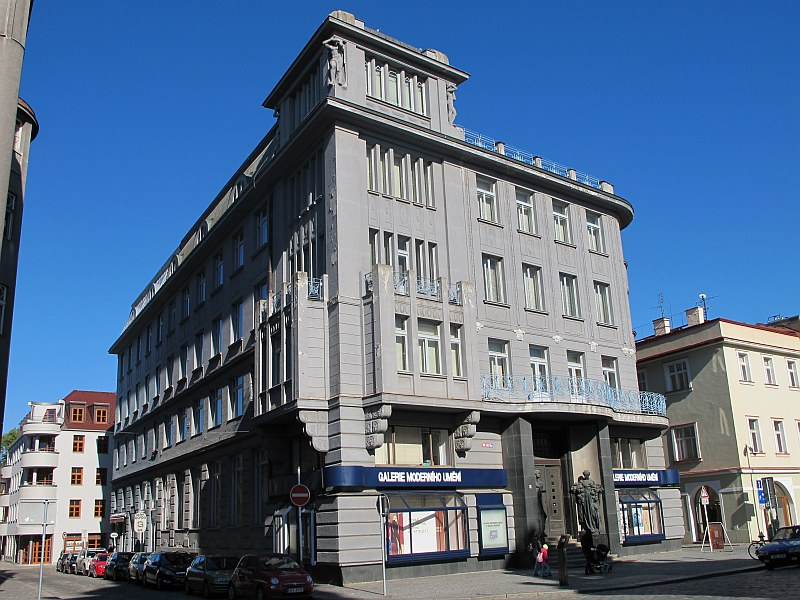
Celkový pohled ze strany věžovitého nároží
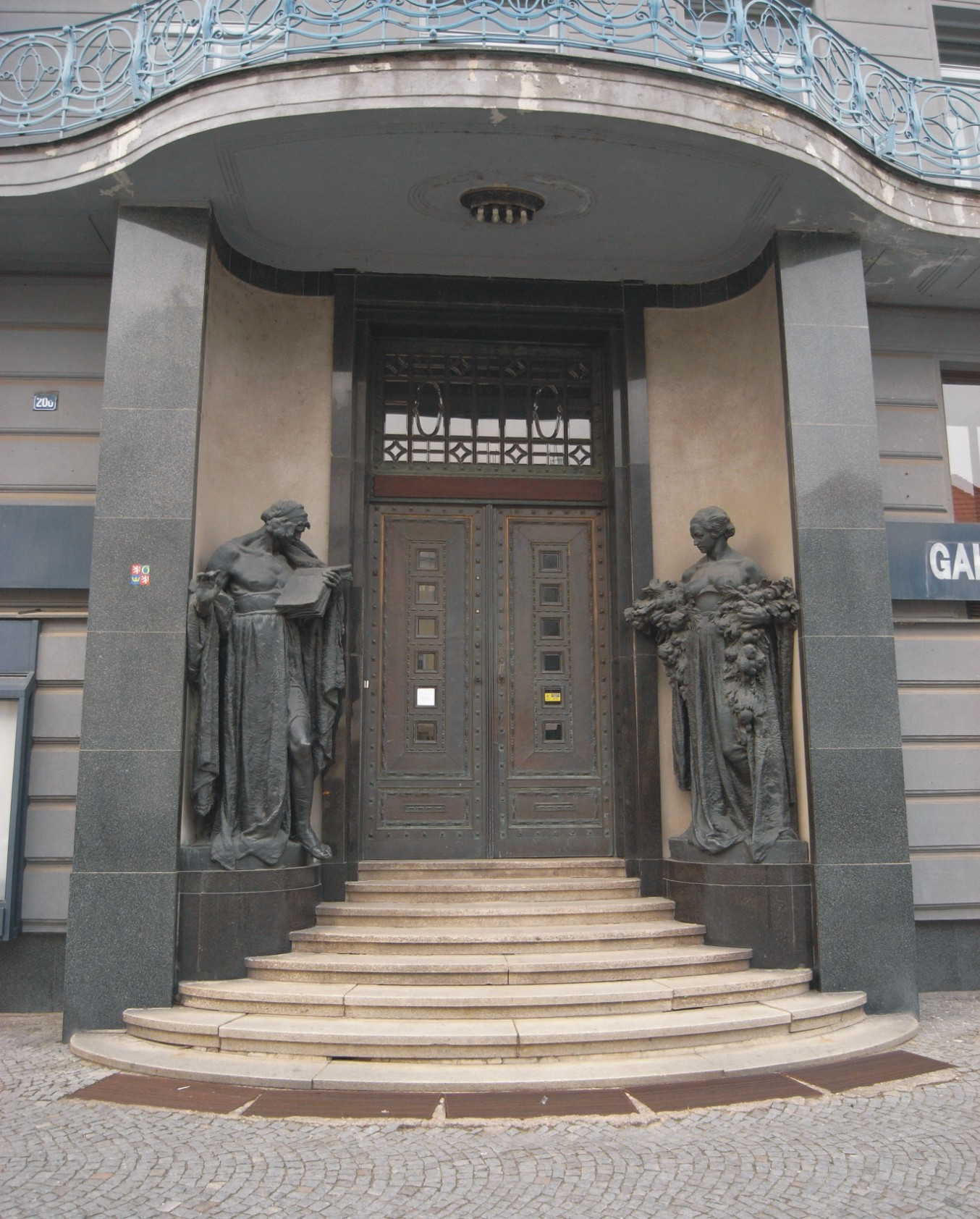
Vstupní portál se sochami L. Šalouna
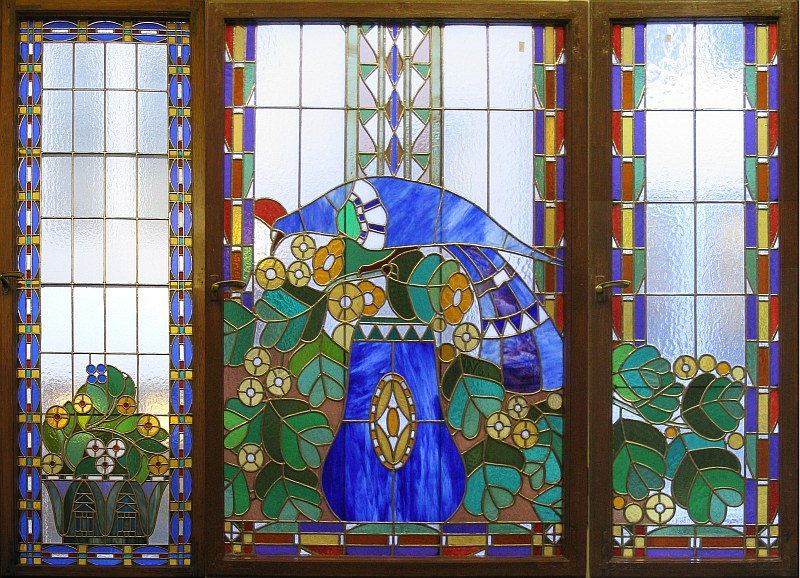
Vitráže v interiéru